# Prosper De Wit
Prosper De Wit, né à Anvers le 4 mars 1862 et mort à Schaerbeek le 2 avril 1951, est un peintre belge. Il est également, à la fin du XIXe siècle, un acteur d'opérette et de revue théâtrale.
Son champ pictural couvre essentiellement les paysages, les vues de ville et les intérieurs. Il est, en 1883, l'un des membres fondateurs du cercle artistique Als ik Kan.

## Biographie

### Famille
Prosper (Prosper Josephus Petrus Jacobus) De Wit, né à Anvers, Melkmarkt, no 8, le 4 mars 1862, est le fils de Petrus De Wit, marchand, (1830), natif de Louvain et d'Anna Catharina De Boom (1820), boutiquière, native d'Alost, et mariés à Anvers le 7 septembre 1854,.

### Formation
Prosper De Wit est étudiant à l'Académie royale des beaux-arts d'Anvers. Le peintre anversois Henri de Braekeleer l'influence dans son art.

### Carrière
Prosper De Wit est, en 1883, l'un des neuf membres fondateurs du cercle artistique Als ik Kan.
Il expose au Salon de Bruxelles de 1884, au Salon de Gand de 1886, et au Salon d'Anvers de 1888. 
À partir de 1891, et durant une dizaine années, jusqu'au début des années 1900, Prosper De Wit délaisse quelque peu ses pinceaux et signe un contrat avec le Théâtre du vaudeville à Bruxelles en 1892. En avril 1891, au théâtre d'Anvers, Prosper De Wit avait interprété avec succès le rôle principal de la comédie Parijszenaars in Antwerpen en Antwerpenaars in Parijs. Il devient progressivement un acteur spécialisé dans l'opérette et la revue théâtrale qui excelle dans les rôles de composition, servi par son talent de peintre pour se grimer. Sa verve et sa drôlerie lui valent parfois d'être qualifié de marolliste. Il joue à Bruxelles, au Théâtre royal des Galeries, dont il est pensionnaire, au Théâtre du Cénacle et à l'Alcazar, de même qu'à Anvers à La Scala, donnant la réplique à des acteurs tels Nicolas Ambreville, Pondrier, Alfred Louis Jacque, Nossent et Esther Deltenre. En 1895, il interprète notamment un rôle dans le vaudeville Niniche d'Alfred Hennequin à Bruxelles. Éloigné de la scène artistique pour une raison inconnue, le Théâtre du vaudeville organise à son bénéfice la représentation de Les Joies du foyer de Maurice Hennequin en mai 1899. 
En 1903, Prosper De Wit revient régulièrement à son chevalet et devient un paysagiste renommé qui se vend. Il ne quitte désormais Rixensart, où il est établi, que pour exposer dans des manifestations artistiques. En décembre 1932, il expose à la salle Buyle à Anvers plusieurs paysages, en compagnie de quelques autres artistes.
Prosper De Wit, doyen des peintres belges, meurt à Schaerbeek, où il résidait, à l'âge de 89 ans, le 2 avril 1951.

## Œuvres

### Caractéristiques
Son champ pictural couvre essentiellement les paysages, les vues de ville et les intérieurs, marqués par un charme délicat.

### Réception critique
Lorsqu'en décembre 1903, il expose au salon Als ik Kan, le critique du quotidien Le Matin écrit : 

« Prosper De Wit a toujours eu le don de la couleur, mais il a élargi sa manière, le style lui est venu en même temps que la solidité de la touche, et le paysage qu'il a intitulé Sur la hauteur, pour ne citer que celui-là, est vraiment remarquable. »

### Expositions

#### Expositions triennales belges
- Salon de Bruxelles de 1884 : Chantier naval[5].
- Salon de Gand (XXXIII) de 1886 : Juin et Environs d'Hallaer[6].
- Salon d'Anvers de 1888 : Juin[7].
- Salon d'Anvers de 1891 : Lassitude[16].
- Salon de Bruxelles de 1903 : Coin de ferme et La Sortie du troupeau[17].

#### Autres expositions belges
- Exposition de Als ik Kan (II) en mai 1884 : Faible niveau d'eau, À nouveau tranquille, Bateaux à rames et Lilas[18].
- Exposition de Als ik Kan (III) en août 1884 : Sur la berge à Baesrode et Nanoen[19].
- Exposition de Als ik Kan (IV) en décembre 1884 : Sur les berges de l'Escaut, Mois d'octobre et L'Automne[20].
- Exposition de Als ik Kan (V) en mai 1885 : Vue sur la plage[21].
- Exposition de Als ik Kan (VI) en octobre 1885 : À nouveau tranquille[22].
- Exposition conjointe des peintres Prosper De Wit, Henry Rul et du sculpteur Arsène Matton, du 23 au 30 mars 1902, salle Verlat à Anvers[23].
- Exposition de Als ik Kan, salle Verlat, en décembre 1903 : Sur la hauteur[15].
- Exposition à la salle des Variétés, de concert avec Léon Brunin, du 10 au 19 décembre 1904 : Prosper De Wit expose 31 toiles, dont : Drève ensoleillée, Juillet, En Zélande, La Ferme rouge, Choux et Vieux canal[13].
- Exposition de l'Association des artistes anversois, salle Forst, en janvier 1910 : Triage des choux[24].
- Exposition des beaux-arts à Gand en décembre 1916[25].
- Exposition à la salle Buyle à Anvers en décembre 1932 : des paysages, dont Ville en Flandre et Au moulin blanc à Lint[14].

#### Exposition européenne
- Exposition des arts anciens et modernes de Bordeaux de 1895 (XIII) : Une ferme en Belgique[26].

### Collection muséale
- Paysage, inventaire no 2520, format 73 × 130,5 cm, legs de Léon Jean François Vanhumskerke (1940), au Musée royal des Beaux-Arts d'Anvers[27].

## Distinctions
- Chevalier de l'ordre de Léopold (Arrêté royal du 13 avril 1928)[28].
- Chevalier de l'ordre de la Couronne (Arrêté royal du 26 juillet 1930)[29].